# Palombina (przystanek kolejowy)
Palombina (wł. Stazione di Palombina) – przystanek kolejowy w Ankonie, w prowincji Ankona, w regionie Marche, we Włoszech. Znajduje się na linii Bolonia – Ankona i Rzym – Ankona. 
Według klasyfikacji Rete Ferroviaria Italiana ma kategorię brązową.

## Linie kolejowe
- Linia Bolonia – Ankona
- Linia Rzym – Ankona